# 屋上ミサイル
『屋上ミサイル』（おくじょうミサイル）は、山下貴光による日本の推理小説、青春小説。

## 概要
- 第7回『このミステリーがすごい!』大賞の大賞受賞作[1]。
- 柚月裕子の『臨床真理』との大賞ダブル受賞となった。
- 2012年5月11日に続編となる『屋上ミサイル~謎のメッセージ』が発売。
- 2012年1月1日に『超再現!ミステリー』にてドラマ化された。

## ストーリー概要
偶然、学校の屋上で会った4人の高校生たちが『屋上部』を結成し、身の回りで起きる事件に立ち向かうミステリー。

## ストーリー
美術の課題のため、屋上にのぼった高校二年生の辻尾アカネはそこでリーゼント頭の不良・国重嘉人、願掛けのため言葉を封印した沢木淳之介、自殺願望をもつ平原啓太と知り合い4人で「屋上部」を結成。4人は次々と事件に巻き込まれていく。